# Entre Rios do Oeste
Entre Rios do Oeste là một đô thị thuộc bang Paraná, Brasil. Đô thị này có diện tích 122,071 km², dân số năm 2007 là 4043 người, mật độ 29,7 người/km².